# Chlorophytum krookianum
Chlorophytum krookianum là một loài thực vật có hoa trong họ Măng tây. Loài này được Zahlbr. mô tả khoa học đầu tiên năm 1900.